# Kanton Tartas-Est
Der Kanton Tartas-Est war bis 2015 ein französischer Wahlkreis im Arrondissement Dax, im Département Landes und in der Region Aquitanien; sein Hauptort war Tartas.

## Gemeinden
Der Kanton umfasste die Wahlberechtigten aus acht Gemeinden:
| Gemeinde              | Einwohner | Code postal | Code Insee |
| --------------------- | --------- | ----------- | ---------- |
| Audon                 | 275       | 40400       | 40018      |
| Carcarès-Sainte-Croix | 434       | 40400       | 40066      |
| Gouts                 | 238       | 40400       | 40116      |
| Lamothe               | 316       | 40250       | 40143      |
| Le Leuy               | 204       | 40250       | 40153      |
| Meilhan               | 998       | 40400       | 40180      |
| Souprosse             | 1068      | 40250       | 40309      |
| Tartas                | 2844 (1)  | 40400       | 40313      |

(1) teilweise, die angegebene Einwohnerzahl ist die der gesamten Gemeinde